# Lissonota minuenta
Lissonota minuenta là một loài tò vò trong họ Ichneumonidae.